# Трето полувреме
„Трето полувреме“ е филм от 2012 година, от Република Северна Македония, с режисьор сърбина по бащина линия Дарко Митревски. Филмът е македонско-чешко-сръбска копродукция с участието на чешкото „Барандов Студио“ и има бюджет 3 млн. евро, като половината пари са осигурени от правителството на Република Северна Македония. Кадрите са заснети на различни места в градовете Битоля, Скопие и Охрид. Министър-председателят на Република Северна Македония Никола Груевски посещава снимките на филма и го обявява за „проект от национален интерес“. Премиерата на филма е проведена на 15 септември 2012 година при откриването на фестивала „Братя Манаки“ в Битоля в присъствието на президента Георге Иванов.

## Исторически събития и сюжет на филма
В Априлската война през 1941 година Кралство Югославия е разгромено от силите на Оста по време на Втората световна война. По същото време се установява българско управление в Македония (1941 – 1944). Дотогава областта е попадала в т. нар. Вардарска бановина и местното население е обявявано официално за и принуждавано да се самоопределя като сръбско. След като българските войски навлизат в Югославия, без да се налага да водят активни бойни действия, те са посрещнати на повечето места като освободители.
Филмът разказва за футболния отбор Македония (Скопие), който между 1941 – 1944 година участва в Държавното първенство по футбол в Царство България. Дотогава името Македония е било забранено от сръбската администрация в бановината, но под българска власт, след като местните футболни отбори в Скопие са обединени, е решено новият отбор да се нарича така. През 1942 година отборът играе общо 4 пъти с Левски (София). Първоначално се играят два мача за Столичния шампионат, като в Скопие при резултат 2:0 за „Македония“ (Скопие) на „Левски“ е присъден спорен гол, след което футболистите на „Македония“ (Скопие) напускат мача и губят служебно с 0:3. Във втория мач в София е отменен спорен гол на „Македония“ (Скопие) при резултат 0:2, като в крайна сметка мачът завършва 2:2 и „Левски“ става победител в Столичния шампионат. През същата 1942 година „Македония“ (Скопие) достига финал и на държавното първенство, като се изправя отново срещу „Левски“ (София), но губи и двата мача с 1:0 и 2:0.
Чрез този филм сценаристите се опитват да внушат на бъдещите си зрители, че "отборът „Македония“ се е състоял от небългари, които са имали за треньор евреин и е било недопустимо такъв отбор да стане шампион в представената като фашистка българска държава". Във филма се спекулира с това, че тъй като футболистите на „Левски“ не са могли да победят спортсменски, те са победили „Македония“ служебно и с помощта на съдията. По това време треньор на отбора в Скопие е унгарският евреин Илеш Шпиц, който след началото на депортацията на евреите във Вардарска Македония е освободен след натиск от страна на председателя на футболния клуб, българина Димитър Чкатров. Последният е разстрелян като враг на народа от югокомунистическия режим през 1945 г. Филмът внушава също, че концлагерът Треблинка е бил под съвместен българо-германски контрол, както и че депортацията на македонските евреи там е извършена с ентусиазъм от българските власти. Като цяло, филмът съдържа откровена македонистка пропаганда и има ясна антибългарска насоченост.

## Критики от българска страна
Във филма българското административно управление във Вардарска Македония е представено крайно едностранно. Липсва информация, че Българската армия е посрещната като освободителка в областта, както и че местното население по онова време се е идентифицирало в голямата си част като българско, а по същото време са премълчани и осъществяваните от Кралска Югославия насилствена сърбизация и терор над местното население и масовата колонизация на областта. Противниците на сръбските окупатори са представени като отритнати от обществото маргинали. Съгласно старите югославски стереотипи, българите са представени като фашисти и окупатори. Във филма те са предвождани от отявления офицер-нацист Гарванов. Името му напомня за българския революционер от ВМОРО Иван Гарванов, чиято роля в организацията е остро критикувана от историографите в Република Северна Македония. Привързаността на футболните запалянковци на „Македония“ към любимия отбор е представена превратно като проява на антибългарски сепаратизъм, антифашизъм и македонско национално чувство. Филмът спекулира с трагичната съдба на депортираното еврейско население от Македония и Тракия, при което като нацисти са представени по-скоро българите, отколкото самите немци. Филмът не отразява факта, че около половината от Пета българска армия и голяма част от полицията и жандармерията, дислоцирани в региона и участвали в депортацията, са се състояли от местни хора. Не се отбелязва и спасяването на еврейското население в пределите на Стара България, което е резултат от протестите преди всичко на българския народ и на българската общественост, нито липсата на каквито и да е организирани протести или други прояви на солидарност с депортираните на територията на днешната бивша Югославска Република Северна Македония или действия на партизанските формирования, оглавявявани от ръководената от Тито антихитлеристка съпротива. От филма не се разбира, че България няма пълна юрисдикция над така наречените Новоосвободени земи, намиращи се под съвместен българо-немски контрол, както и че евреите там нямат българско поданство, което прави спасението им практически невъзможно. Премълчано е и съществуването на комунистическа съпротива в Стара България.
В случая може да се направи паралел със съвместната българо-македонска продукция Подгряване на вчерашния обед, която отразява по различен начин събитията в днешна Северна Македония по същото време. Филмът е пуснат по екраните в България през 2002 година, но няма официална премиера в бившата югорепублика.

## Скандали
Първоначално за продуцент на филма официално е обявен американският режисьор от хърватски произход и носител на „Оскар“ Бранко Лустиг, но той отказва участие в проекта „по здравословни причини“, докато в същото време продължава работата по други филмови проекти. По време на заснемането на филма между режисьора Митревски и известния сръбски актьор Сергей Трифунович, който е поканен да участва във филма, се разразява шумен скандал за хонорари и работни условия, достигнал почти до физическа саморазправа и брутално отстраняване на Трифунович от по-нататъшно участие.
През октомври 2011 г. българските евродепутати Андрей Ковачев (ЕНП), Евгени Кирилов (ПАСД) и Станимир Илчев (АЛДЕ) изпращат писмо до еврокомисаря по разширявенето и европейската политика със съседите, Щефан Фюле, в което изразяват загриженост по отношение на „опита да се манипулира балканската история“ и да се „насажда омраза“ от държава-кандидат за членство в ЕС към нейните съседи от ЕС. В края на ноември 2011 г. в македонските медии се появяват твърдения, цитирани и в български средства за осведомяване, че европейската депутатка Дорис Пак е изразила резерви относно българските критики към филма. Впоследствие, на извънредно заседание на Комисията по външна политика към Парламента на Европа, на което присъства и министърът на външните работи на Р. Северна Македония, самата Дорис Пак категорично отрича тази информация и изразява възмущението си от подобни манипулации.
От своя страна режисьорът Митревски реагира на българските протести, като ги характеризира като имащи за цел да отрекат вината на България за Холокоста. Той подчертава, че отричането на Холокоста е обявено за престъпление в шестнадесет държави, членки на Европейския съюз и за него там се предвижда лишаване от свобода. Според Митревски, европарламентаристите ни са застанали на страната на някакви неофашистки кръгове, виждани от Митревски в България. Режисьорът призовава правителството на Република Северна Македония да реагира официално против изявите на българските евродепутати, като това става в интервю, дадено от него на фона на кадри от филма (включително масови разстрели), които надминават и най-ярките образци на антибългарската пропаганда в комунистическа Югославия. Митревски самоуверено заявява, че зад българските протести се крие завист, че филмът му вероятно ще спечели „Оскар“.
Така или иначе, той не попада сред 9-те филма, от които се избират петте претендента за наградата „Оскар“ в категорията „Най-добър чуждоезичен филм“.

## Противоречия във филма
Във филма има разминавания в детайлите относно редица исторически събития:
- По време на сръбската окупация името „Македония“ се използва свободно, докато в действителност то е било забранено и заменено с „Южна Сърбия“.
- Името на треньора на Македония (Скопие) във филма е Рудолф Шпиц, а той всъщност се казва Илеш Шпиц.
- Централният нападател на отбора във филма се казва Коста Симеонов, вместо истинското му име Кирил Симеонов.
- Отборът на Македония печели мача в Скопие с 2:1 и става шампион на Царство България, докато в реалността отборът играе два мача на разменено гостуване и губи и двата. Все пак във филма е споменато, че е присъдена служебна загуба с 0:3 в полза на Левски, който става шампион, което е така.
- Футболистите на Македония и Левски също не са споменати с истинските си имена.
- Рудолф Шпиц избягва, пуснат от собственика на отбора Димитрия Павлов, който убива български войник, докато в реалността собственикът на отбора е Димитър Чкатров и той спасява Илеш Шпиц от депортация.
- Във филма комендант на Скопие е майор Гарванов (който казва, че е от Македония и дядо му е бил комита), докато в реалността това е подполковник Стефан Таралежков (който не е от Македония).
- Във филма отборът на Македония трябва да играе с част от немски полк, дошъл от Сталинград, но всички решават да станат партизани, което всъщност изобщо не отговаря на истината.
- Във филма, има сцена след 56-ата мин., в която български младежи, членове на Патриотичната организация "Бранник", маршируват и пеят химна на ВМОРО – "Изгрей зора на свободата", известен още и като Маршът на Македоно-Одринските революционери. Това означава, че "окупаторът" е пеел химните на окупирания.
- Във филма се спекулира с неспортсменско съдийсто спрямо Македония. Интересен факт, че в този период, един от най-изтъкнатите футболни съдии, учередител на българската Футболно-реферска колегия и доскорошен председател на Българския футболен съюз, активен футболен деятел и национален треньор през 1943 г. е Иван Батанджиев, син на Христо Батанджиев, един от основателине на ВМОРО.